# Pošta Crne Gore
Pošta Crne Gore je crnogorsko državno preduzeće kome je osnovna delatnost prijem, prenos i dostava poštanskih pošiljki. Takođe obavlja poslove platnog prometa i usluga brze pošte a za velike sisteme pruža uslugu hibridne pošte.

## Istorijat
1854. Osnovana austrougarska poštanska stanica na području Crne Gore.
1871. Potpisana poštanska konvencija između Austrougarske i Crne Gore.
1873. Na Cetinju otvorena prva pošta.
1874. Puštene u opticaj prve poštanske marke i Crna Gora pristupa Svjetskom poštanskom savezu.
1878. Posle Berlinskog kongresa austrougarska poštanska stanica je pripala Crnoj Gori.
1903. Uveden automobilski prevoz pošte.
1913. Izdata poslednje poštanske marke Pošte Crne Gore.
1918—1941. Pošta funkcioniše u okviru PTT Kraljevine Jugoslavije.
1945—1990. Obnovljen poštanski sistem uspostavlja se PTT direkcija na Cetinju pošta funkcioniše u okviru JPTT.
1998. PTT Saobraćaj Crne Gore se deli na Poštu Crne Gore i Telekom Crne Gore.
2005. Crna Gora prvi put nakon 1913. izdaje samostalno poštansku marku.
2006. Crna Gora obnavlja svoje članstvo u Svjetskom poštanskom savezu.

## Usluge
Pošta Crne Gore ima čitav spektar usluga od kojih su najbitnije:
- Poštanske usluge
- Direktni marketing
- Hibridna pošta
- usluge (Brza pošta)
- Telefonske usluge
- Novčano poslovanje (Platni promet)

## Galerija
- Pošta u Kotoru

## Spoljašnje veze
- Zvaničan sajt Pošte Crne Gore